# Hjordkær Sogn
55°01′58″N 9°18′11″Ø / 55.03278°N 9.30306°Ø
Hjordkær Sogn (tysk: Jordkirch) er et sogn i Aabenraa Provsti (Haderslev Stift).
Hjordkær Sogn hørte til Rise Herred i Aabenraa Amt. Hjordkær sognekommune blev ved kommunalreformen i 1970 indlemmet i Rødekro Kommune, der ved strukturreformen i 2007 indgik i Aabenraa Kommune.
I Hjordkær Sogn ligger Hjordkær Kirke.
I sognet findes følgende autoriserede stednavne:
- Alslev (bebyggelse, ejerlav)
- Hjordkær (bebyggelse, ejerlav)
- Kassø (bebyggelse, ejerlav)
- Kassø Kådnergade (bebyggelse)
- Kassø Mark (bebyggelse)
- Nybøl (bebyggelse, ejerlav)
- Nybøl Mark (bebyggelse)
- Søderup (bebyggelse, ejerlav)
- Søderup Mark (bebyggelse)
- Sønder Ønlev (bebyggelse, ejerlav)
- Tågholm (bebyggelse)
- Årslev (bebyggelse, ejerlav)
- Årslev Mølle (bebyggelse)

## Afstemningsresultat
Folkeafstemningen ved Genforeningen i 1920 gav i Hjordkær Sogn 510 stemmer for Danmark, 154 for Tyskland. Af vælgerne var 75 tilrejst fra Danmark, 46 fra Tyskland. 